# Erdkiefer
Die Erdkiefer (Coris monspeliensis) ist eine Pflanzenart, die zur nur wenige Arten umfassenden Gattung Stachelträubchen der Unterfamilie der Myrsinengewächse (Myrsinoideae) in der Familie der Primelgewächse (Primulaceae) gehört. Als weitere Bezeichnung ist auch Erdkiver belegt und es wird der Gattungsname Stachelträubchen auch für diese Art verwendet.

## Beschreibung
Coris monspeliensis wächst im Zeitraum März bis Juli als ausdauernde krautige Pflanze und erreicht Wuchshöhen von 10 bis 30 Zentimetern. Zum Teil können die aufsteigend bis aufrechten Stängel der Erdkiefer an ihrer Basis auch verholzen. Die wechselständig angeordneten, einfachen Laubblätter sind bei einer Länge von 3 bis 12, selten bis zu 20 Millimetern sowie einer Breite von 0,6 bis 1,5, selten bis zu 3 Millimetern linealisch und können behaart aber auch kahl sein.
Die Blütezeit reicht in Spanien von April bis Juli. Der ährige Blütenstand ist bei einem Durchmesser von 1 bis 4, selten bis 5 Zentimetern sowie einer Länge von bis zu 11,5 Zentimetern fast kugelig bis eiförmig und enthält 10 bis 30 Blüten. Die Blüten besitzen eine doppelte Blütenhülle. Die meist 6 bis 8 (5 bis 9) Millimeter langen Kelchblätter sind verwachsen. Die blauviolette oder rosafarbene Blütenkrone ist 7 bis, meist 10 bis 12 Millimeter lang.
Die Kapselfrucht ist mit einer Länge von 0,5 bis 1,5, selten bis zu 2 Millimetern viel kürzer als der Kelch und kugelig.
Die Chromosomenzahl beträgt 2n = 18 oder 56.

## Vorkommen
Die Erdkiefer kommt im Mittelmeerraum vor. Sie gedeiht in Garigues, insbesondere auf kalkreichen Böden. 

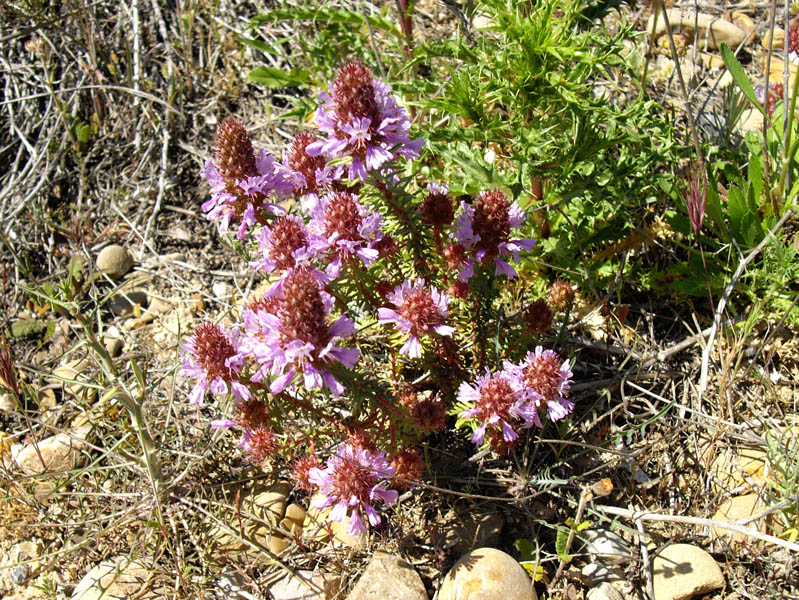
Habitus und Blütenstände von Coris monspeliensis subsp. fontqueri

## Systematik
Die Erstveröffentlichung von Coris monspeliensis erfolgte 1753 durch Carl von Linné.
Von Coris monspeliensis gibt es etwa fünf Unterarten:
- Coris monspeliensis subsp. fontqueri Masclans: Sie kommt in Spanien und auf den Balearen vor.[4]
- Coris monspeliensis subsp. maroccana (Murb.) Greuter & Burdet: Sie kommt in Marokko vor.[4]
- Coris monspeliensis subsp. monspeliensis: Sie kommt in Südeuropa und in Nordafrika vor.[4]
- Coris monspeliensis subsp. strossiae Gauba: Sie kommt in Ägypten vor.[4]
- Coris monspeliensis subsp. syrtica (Murb.) Masclans: Sie kommt in Griechenland, in Tunesien und Libyen vor.[4]